# Lufthansa Cargo
Lufthansa Cargo AG (kurz LCAG) ist eine deutsche Frachtfluggesellschaft mit Sitz in Frankfurt am Main und Basis auf dem Flughafen Frankfurt. Sie ist eine Tochtergesellschaft der Lufthansa und war im Jahr 2012 die sechstgrößte Frachtfluggesellschaft der Welt, bezogen auf zurückgelegte Tonnenkilometer.

## Geschichte

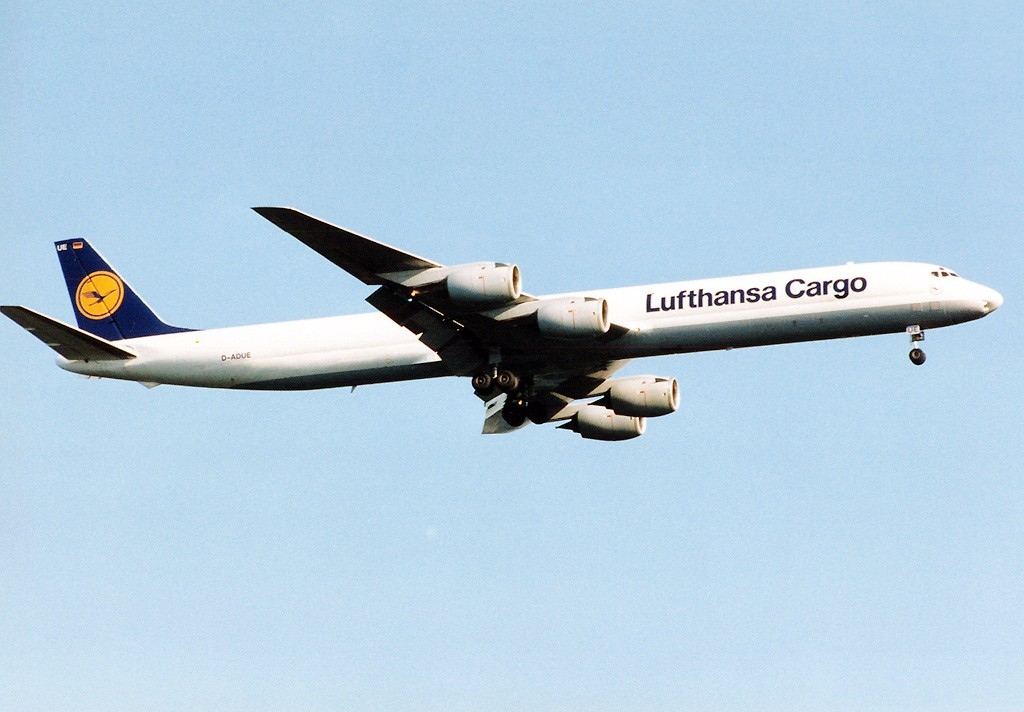
Douglas DC-8-73AF der Lufthansa Cargo, 1994

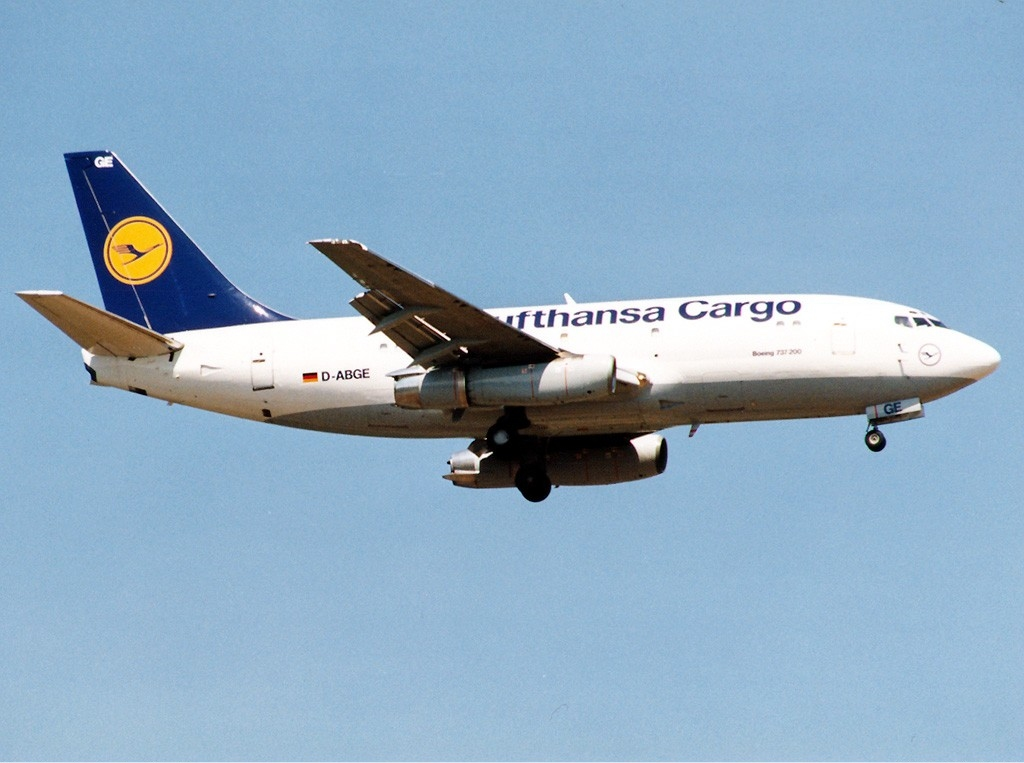
Boeing 737-200 der Lufthansa Cargo, 1994

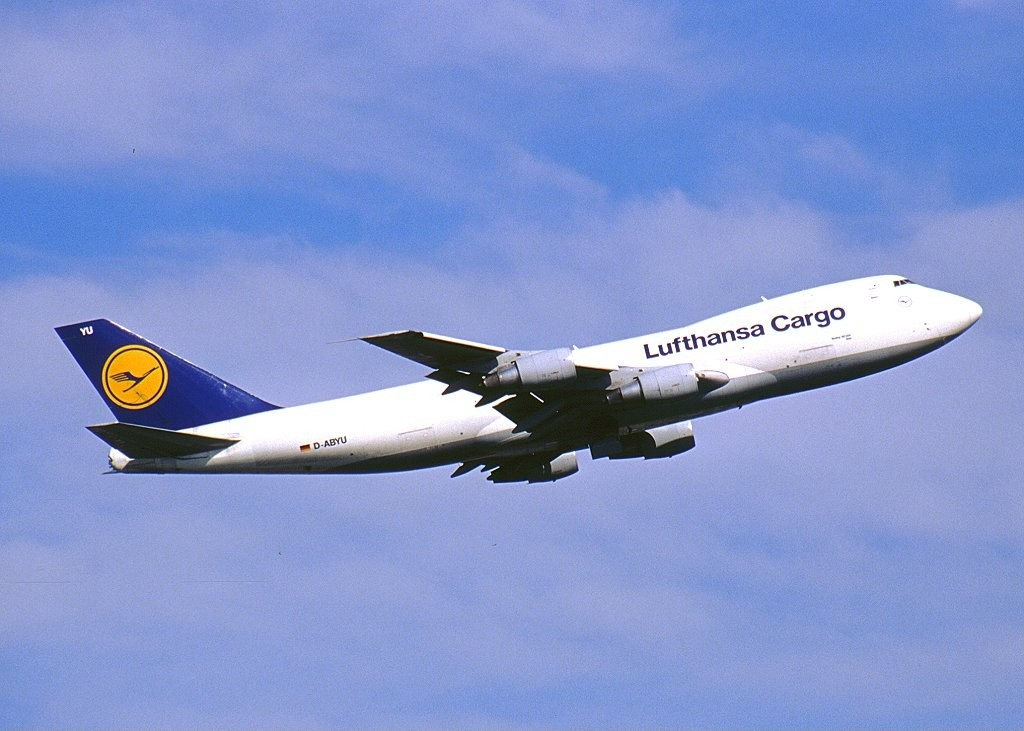
Boeing 747-200F der Lufthansa Cargo, 2001

Lufthansa Cargo wurde am 30. November 1994 als eigenständiges Logistik-Unternehmen innerhalb des Lufthansa-Konzerns gegründet. Der Geschäftszweig Lufthansa Cargo wurde damit aus der Passagierfluggesellschaft Lufthansa (konzernintern Lufthansa Passage Airlines genannt) ausgegliedert und zusammen mit der bereits zuvor von der Lufthansa gegründeten Tochtergesellschaft German Cargo Services GmbH in die Lufthansa Cargo AG überführt. Die Gesellschaft nahm den Betrieb mit fünf Douglas DC-8, zehn Boeing 747-200F sowie zwei Boeing 737-Frachtern auf.
Ab 1998 stießen Frachtflugzeuge vom Typ McDonnell Douglas MD-11 zum Unternehmen, die über lange Zeit das Rückgrat der Flotte bildeten.
Im Jahr 2005 musterte die Lufthansa Cargo AG ihre zeitweise bis zu acht Boeing 747-200F aus. Bis Mitte 2008 setzte sie zwei weitere McDonnell Douglas MD-11F sowie eine Boeing 747-400F im Wet-Lease von World Airways ein. Aufgrund gesunkener Frachtraten wurden diese Leasingverträge jedoch gekündigt.
Russische Behörden sprachen am 28. Oktober 2007, offenbar aus wirtschaftlichen Interessen, ein Überflugverbot gegenüber der Lufthansa Cargo AG aus. Russland verlangte von dem deutschen Konzern, sein Frachtdrehkreuz vom Flughafen Astana der Republik Kasachstan zum Flughafen Jemeljanowo in der russischen Region Krasnojarsk (Sibirien) zu verlegen. Lufthansa flog im Jahr 2007 rund 50 Mal pro Woche nach Astana. Die kasachische Hauptstadt diente als Zwischenstopp auf den Transportwegen nach ganz Asien. Das vom Luftfahrt-Bundesamt verhängte Landeverbot für die russische Frachtfluggesellschaft Aeroflot Cargo, die den Flughafen Frankfurt-Hahn nutzte, wurde nach einem Tag wieder aufgehoben – offenbar auf Drängen des rheinland-pfälzischen Ministerpräsidenten Kurt Beck (SPD). Im April 2008 einigten sich die Lufthansa Cargo AG und der Flughafen Jemeljanowo über eine künftige Zusammenarbeit.
Im Jahr 2008 wurden 46,7 Prozent der Verkehrserlöse im asiatisch-pazifischen Raum erzielt, gefolgt von Nordamerika mit 24,5 Prozent, Europa (11,9 %), Südamerika (8,7 %), Afrika (6,1 %) und Nahost (2,1 %). Im Oktober 2004 wurde in einem Joint Venture zwischen Shenzhen Airlines (51 %), Lufthansa Cargo (25 %) und der DEG-Deutsche Investitions- und Entwicklungsgesellschaft mbH (24 %) die chinesische Frachtflugliniengesellschaft Jade Cargo International – bis 2012 – gegründet. Der Flugbetrieb wurde im August 2006 aufgenommen. Mit dieser Beteiligung hatte sich die Lufthansa Cargo AG indirekten Zugang zum asiatischen Luftfrachtmarkt verschafft. Des Weiteren ist die Lufthansa Cargo AG an dem 2004 errichteten „International Cargo Center Shenzhen (ICCS)“ beteiligt.
Zusammen mit DHL wurde die 2009 in Betrieb gegangene AeroLogic am Flughafen Leipzig/Halle gegründet.
Um die alternden McDonnell Douglas MD-11 zu ersetzen, beschloss Lufthansa im März 2011 den Kauf von fünf Boeing 777F. Gleichzeitig wurden Optionen für fünf weitere Maschinen abgegeben. Die erste Boeing 777F (Luftfahrzeugkennzeichen D-ALFA) wurde am 9. November 2013 von Everett bei Seattle nach Frankfurt überführt.
Im Mai 2011 eröffnete Lufthansa Cargo ein Drehkreuz für temperaturempfindliche Fracht am Flughafen Hyderabad in Indien. Er soll zum wichtigsten Drehkreuz für temperaturempfindliche Pharmatransporte in Südasien ausgebaut werden. Die Medikamente sollten über Frankfurt in die USA befördert werden.
Am 12. Februar 2013 unterschrieb Karl Ulrich Garnadt als Vorstandsvorsitzender der Lufthansa Cargo einen Kooperationsvertrag mit „Aktion Deutschland Hilft“, einem Bündnis mehrerer Hilfsorganisationen. Im Fall einer humanitären oder Naturkatastrophe stellt Lufthansa Cargo ein Frachtflugzeug zur Verfügung, um Hilfsgüter und Einsatzmaterial in die betroffenen Regionen zu fliegen. Dadurch soll für die Hilfsorganisationen ein Kosten- und vor allem Zeitvorteil erreicht werden.
Am 18. Oktober 2021 wurde die letzte verbliebene McDonnell Douglas MD-11 außer Dienst gestellt, nachdem sie aus New York kommend in Frankfurt gelandet war.
Im Mai 2022 gab die Lufthansa Group eine Bestellung von weiteren Frachtmaschinen bekannt: Sieben werksneue Boeing 777-8F sollen ab 2027 ausgeliefert werden, drei weitere Boeing 777F werden ebenfalls in die Flotte integriert.

## Flugziele
Lufthansa Cargo bedient ein Streckennetz mit etwa 300 Zielen auf fünf Kontinenten. Neben den Transportkapazitäten der eigenen Frachtflugzeuge des Typs Boeing 777 vermarktet sie zusätzlich die Frachtkapazitäten der über 300 Passagierflugzeuge (sogenannte Belly-Kapazitäten) des Lufthansa-Konzerns sowie der Flugzeuge der Sunexpress.

## Flotte

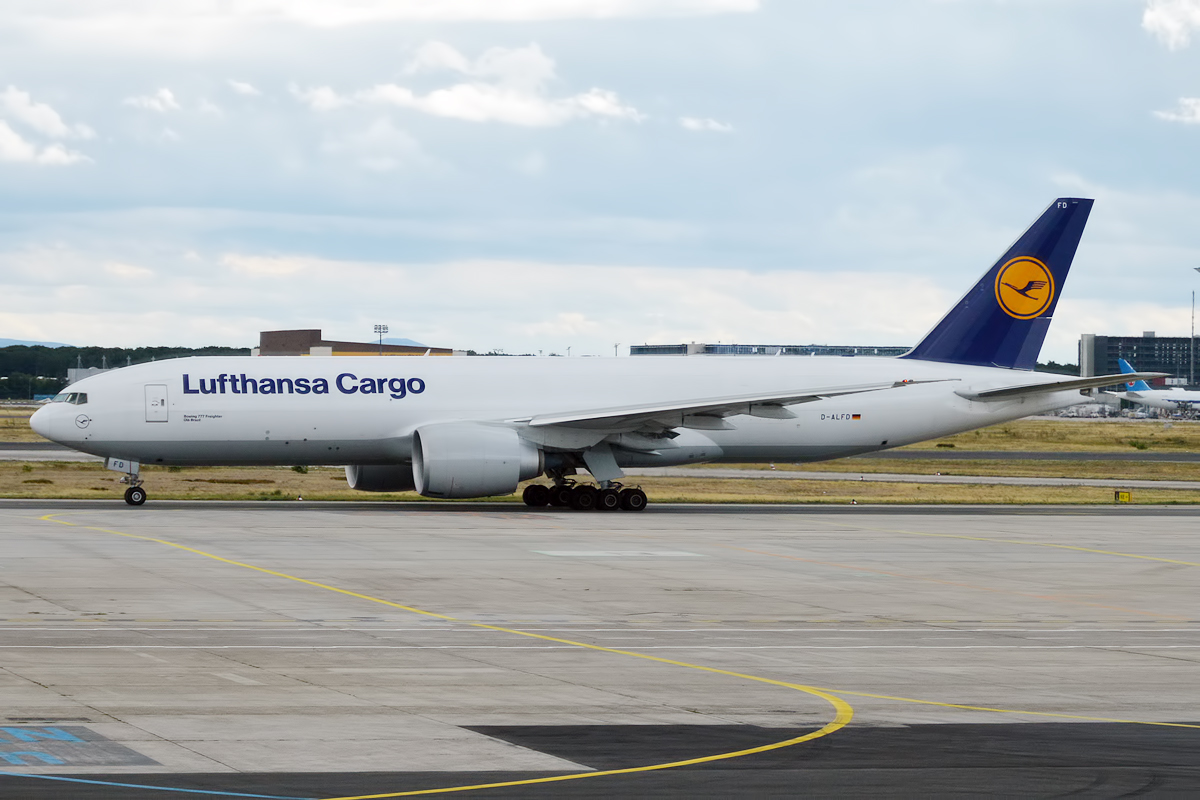
Boeing 777F der Lufthansa Cargo in der Bemalung, die bis 2018 alle Flugzeuge trugen, sie wird seitdem sukzessive umgestellt

### Aktuelle Flotte
Mit Stand August 2025 besteht die Flotte der Lufthansa Cargo aus 16 Frachtflugzeugen mit einem Durchschnittsalter von 10,3 Jahren:
| Flugzeugtyp    | Anzahl | bestellt | Anmerkungen                        | Kapazität (in t) | Durchschnittsalter |
| -------------- | ------ | -------- | ---------------------------------- | ---------------- | ------------------ |
| Airbus A321P2F | 04     |          | betrieben durch Lufthansa CityLine | 028              | 16,5 Jahre         |
| Boeing 777F    | 12     |          | eine inaktiv                       | 103              | 08,2 Jahre         |
| Boeing 777-8F  |        | 7        | Auslieferung 2027 bis 2030         | 108              |                    |
| Gesamt         | 16     | 7        |                                    |                  | 10,3 Jahre         |

### Aktuelle Sonderbemalungen
| Flugzeugtyp | Luftfahrzeugkennzeichen | Bemalung               | Zeitraum          | Bild |
| ----------- | ----------------------- | ---------------------- | ----------------- | --- |
| Boeing 777F | D-ALFG                  | „Sharkskin Technology“ | seit Oktober 2023 | Bild gesucht Die Wikipedia wünscht sich an dieser Stelle ein Bild. Weitere Infos zum Motiv findest du vielleicht auf der Diskussionsseite . Falls du dabei helfen möchtest, erklärt die Anleitung , wie das geht. |
| Boeing 777F | D-ALFI                  | „Cargo Human Care“     | seit Oktober 2020 | |

### Ehemalige Sonderbemalungen
| Flugzeugtyp              | Luftfahrzeugkennzeichen | Bemalung                                                        | Zeitraum                         | Bild |
| ------------------------ | ----------------------- | --------------------------------------------------------------- | -------------------------------- | --- |
| Boeing 747-200F          | D-ABZF                  | „Service Revolution“                                            | 1998 bis 2003                    | |
| Boeing 777F              | D-ALFE                  | „BMW Vision iNEXT“                                              | September 2018 bis Mai 2019      | Bild gesucht Die Wikipedia wünscht sich an dieser Stelle ein Bild. Weitere Infos zum Motiv findest du vielleicht auf der Diskussionsseite . Falls du dabei helfen möchtest, erklärt die Anleitung , wie das geht. |
| Boeing 777F              | D-ALFG                  | „Flying 100% CO₂ neutral“                                       | Mai 2021 bis Oktober 2023        | |
| Boeing 777F              | D-ALFJ                  | „I'm a natural beauty. Waiting for my Lufthansa Cargo make up.“ | September 2021 bis Februar 2023  | |
| Boeing 777F              | D-ALFK                  | „Flying into the future CO₂- neutral“                           | April 2022 bis September 2023    | |
| McDonnell Douglas MD-11F | D-ALCC                  | „100 Years Air Cargo“                                           | September 2011 bis Dezember 2012 | |
| McDonnell Douglas MD-11F | D-ALCC                  | „Aktion Deutschland Hilft“                                      | Februar 2013 bis Januar 2019     | |
| McDonnell Douglas MD-11F | D-ALCC                  | „Thank you MD-11, Farewell“                                     | September bis Oktober 2021       | Bild gesucht Die Wikipedia wünscht sich an dieser Stelle ein Bild. Weitere Infos zum Motiv findest du vielleicht auf der Diskussionsseite . Falls du dabei helfen möchtest, erklärt die Anleitung , wie das geht. |
| McDonnell Douglas MD-11F | D-ALCE                  | „WOW“                                                           | Juli 2003 bis 2008               | |
| McDonnell Douglas MD-11F | D-ALCH                  | „Cargo Human Care“                                              | Dezember 2015 bis Februar 2020   | |

### Ehemalige Flugzeugtypen

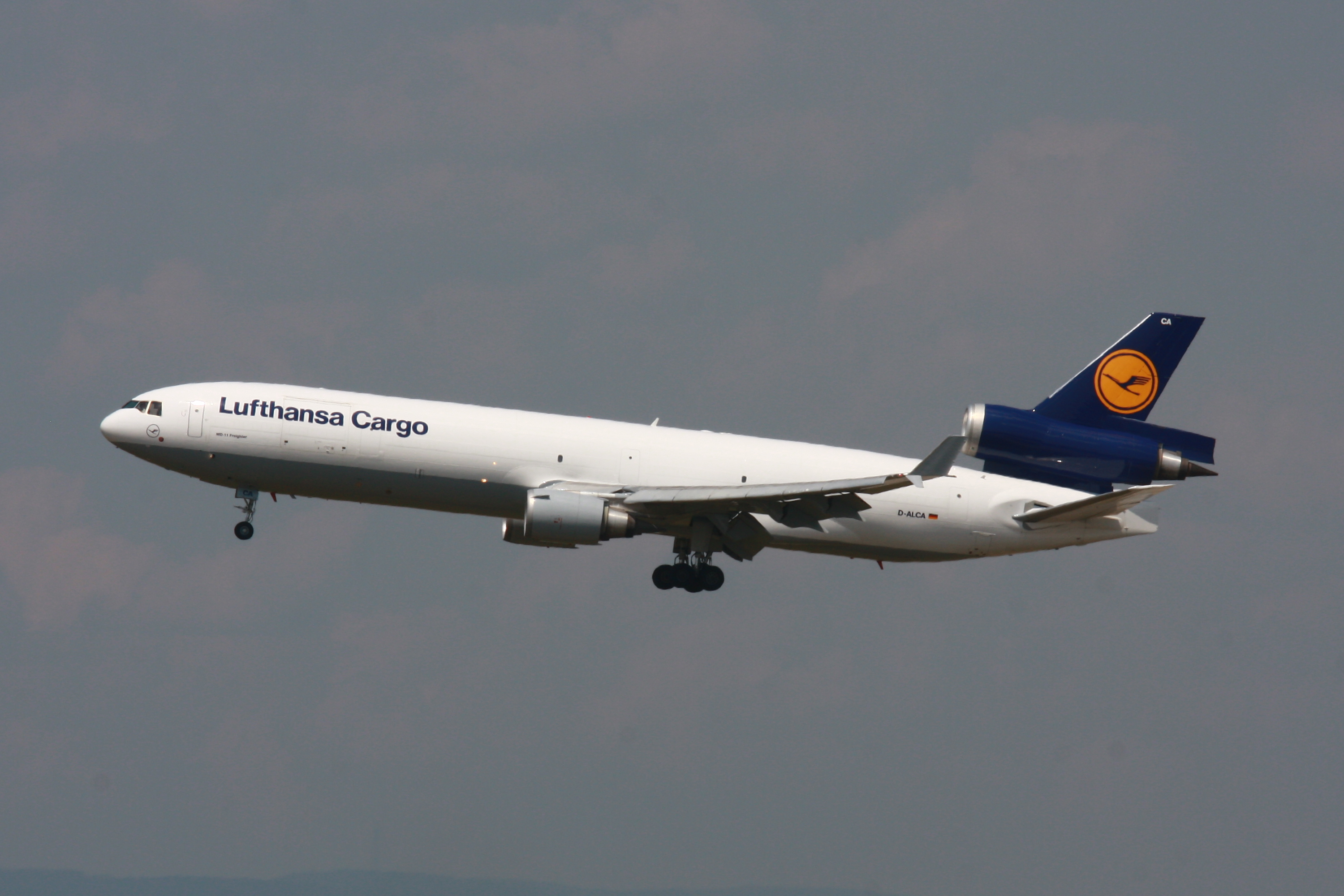
Ehemalige MD-11F der Lufthansa Cargo

Zuvor betrieb Lufthansa Cargo unter anderem auch folgende Flugzeugtypen:
| Flugzeugtyp              | Anzahl | von  | bis  | Anmerkungen |
| ------------------------ | ------ | ---- | ---- | ----------- |
| Boeing 737-200C          | 02     | 1993 | 1995 |             |
| Boeing 737-300SF         | 01     | 1994 | 1997 |             |
| Boeing 747-200F          | 10     | 1993 | 2005 |             |
| Douglas DC-8-70          | 05     | 1993 | 1997 |             |
| McDonnell Douglas MD-11F | 19     | 1998 | 2021 |             |

## Basisdaten

### Drehkreuze
Zentrales Luftfracht-Drehkreuz der Lufthansa Cargo ist der Flughafen Frankfurt Main, Europas größter Frachtflughafen. Lufthansa Cargo ist der Hauptnutzer der „CargoCity Nord“ und bemüht sich seit einiger Zeit, auch in der „CargoCity Süd“ Fuß zu fassen, wo sich zahlreiche internationale Spediteure – die Luftfracht-Hauptkunden – niedergelassen haben. Unterschiedliche Auffassungen zwischen Fraport und Lufthansa Cargo bestehen zum Nachtflugverbot. Mit dem Antrag auf Erweiterung der Flughafen-Kapazitäten sah sich Fraport gleichzeitig zu einem Antrag auf Nachtflugverbot für alle geplanten Flüge veranlasst, damit der Ausbau politisch konsensfähig bleibt. Demgegenüber fordert Lufthansa Cargo eine „praktikable Nachtflugregelung“.
Nach der Freigabe der neuen Parallelbahn 07L/25R in der Nacht vom 30. zum 31. Oktober 2011 und dem damit verbundenen Nachtflugverbot zwischen 23 und 5 Uhr verlagerte Lufthansa Cargo ihre normalerweise nachts startenden Flüge zum Flughafen Köln/Bonn.

### Kooperationen
Lufthansa Cargo war Gründungsmitglied der ersten strategischen Luftfahrtallianz von Luftfrachtunternehmen WOW. Eine MD-11F (siehe ehemalige Sonderbemalungen) der Lufthansa Cargo flog bis Mitte 2008 in einer WOW-Sonderbemalung, um weltweit für die Logistik-Allianz zu werben. Im Frühjahr 2008 erklärte Vorstandschef Carsten Spohr, dass die Luftfrachtallianz aufgrund des eigenen dichten Streckennetzes weitgehend überflüssig geworden sei. 2009 erfolgte der offizielle Austritt aus der Vereinigung.
Im April 2011 gab Lufthansa Cargo bekannt, dass ein neuer Frachtpakt nach dem Vorbild der Star Alliance gegründet werden soll. Die Frachtkapazitäten von Austrian Airlines sind seit 2010 dabei in das Angebot der Lufthansa Cargo integriert.
Seit September 2014 arbeitet Lufthansa Cargo im Rahmen eines Fracht-Joint Ventures mit der japanischen Fluggesellschaft ANA zusammen. Ein ähnliches Abkommen wurde im Dezember 2015 mit United Cargo abgeschlossen. Mit Cathay Pacific kam im Mai 2016 eine weitere Kooperation zustande.

### Operative Beteiligungen
| Gesellschaft | Sitz                          | Kapitalanteil (in %)     |
| --- | ----------------------------- | ------------------------ |
| cargo counts GmbH 1                                                                                              | Hattersheim                   | 100                      |
| handling counts GmbH                                                                                             | Frankfurt am Main             | 100                      |
| LH Cargo Holding GmbH                                                                                            | Kelsterbach                   | 100                      |
| Lufthansa Shenzhen Management Co. Ltd.                                                                           | Shenzhen, Volksrepublik China | 100                      |
| Lufthansa Cargo Servicios Logisticos de Mexico S.A. de C.V.                                                      | Mexiko-Stadt, Mexiko          | 100                      |
| Jettainer GmbH                                                                                                   | Raunheim                      | 100                      |
| AeroLogic GmbH                                                                                                   | Schkeuditz                    | 50                       |
| Shenzhen Airport International Cargo Terminal Co. Ltd.                                                           | Shenzhen, Volksrepublik China | 50                       |
| time:matters GmbH                                                                                                | Neu-Isenburg                  | 100                      |
| Global Logistics System Europe Company for Cargo Information Services GmbH (Traxon Europe)                       | Frankfurt am Main             | 47                       |
| Airmail Center Frankfurt GmbH                                                                                    | Frankfurt am Main             | 40                       |
| Shanghai Pudong International Airport Cargo Terminal Co. Ltd.                                                    | Pudong, Volksrepublik China   | 29                       |
| Global Logistics System Worldwide Company for Development of Freight Information Network GmbH (Traxon Worldwide) | Frankfurt am Main             | 25                       |
| Jade Cargo International Co. Ltd.                                                                                | Shenzhen, Volksrepublik China | Betrieb 2012 eingestellt |

## Zwischenfälle

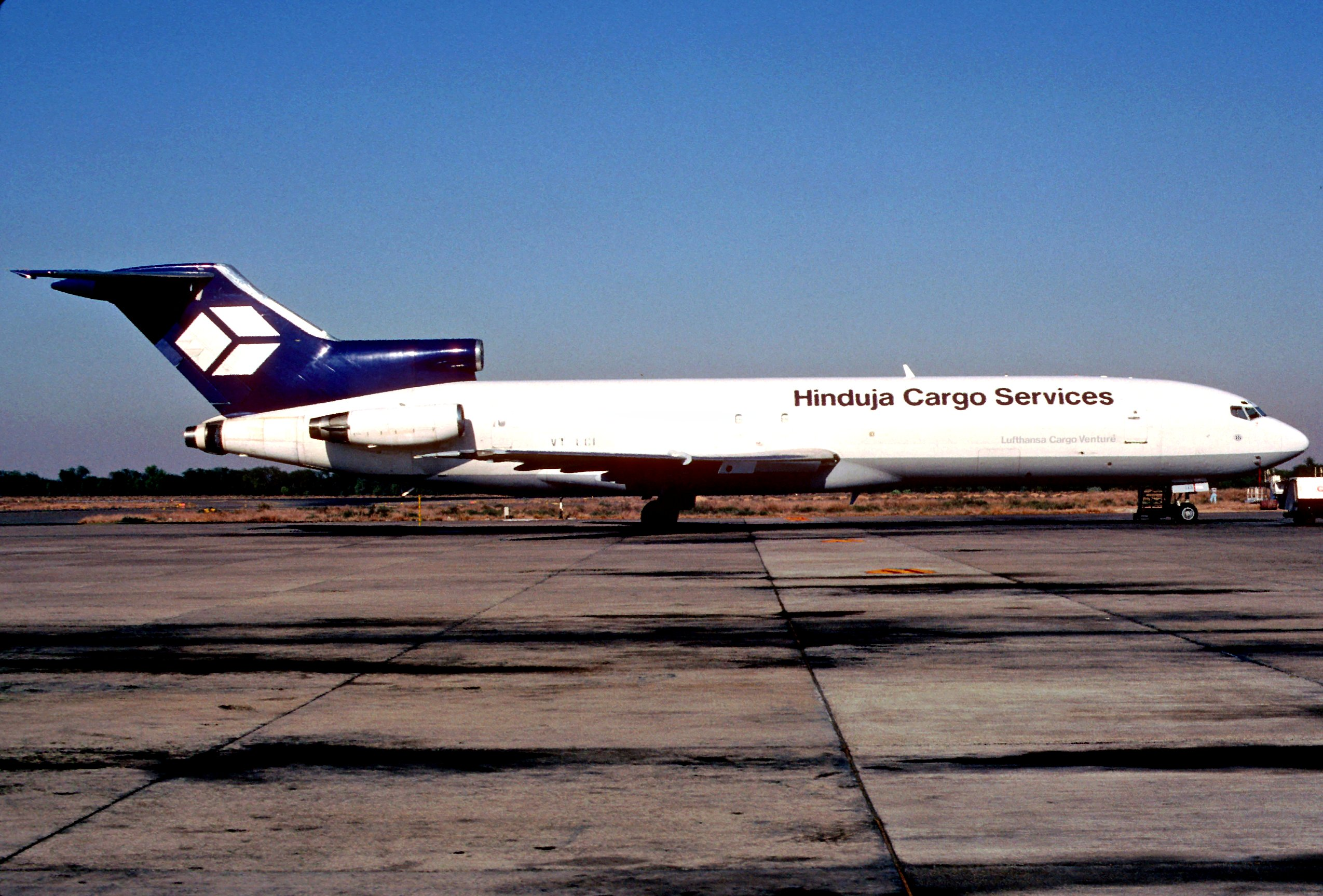
Die verunglückte VT-LCI im Dezember 1998

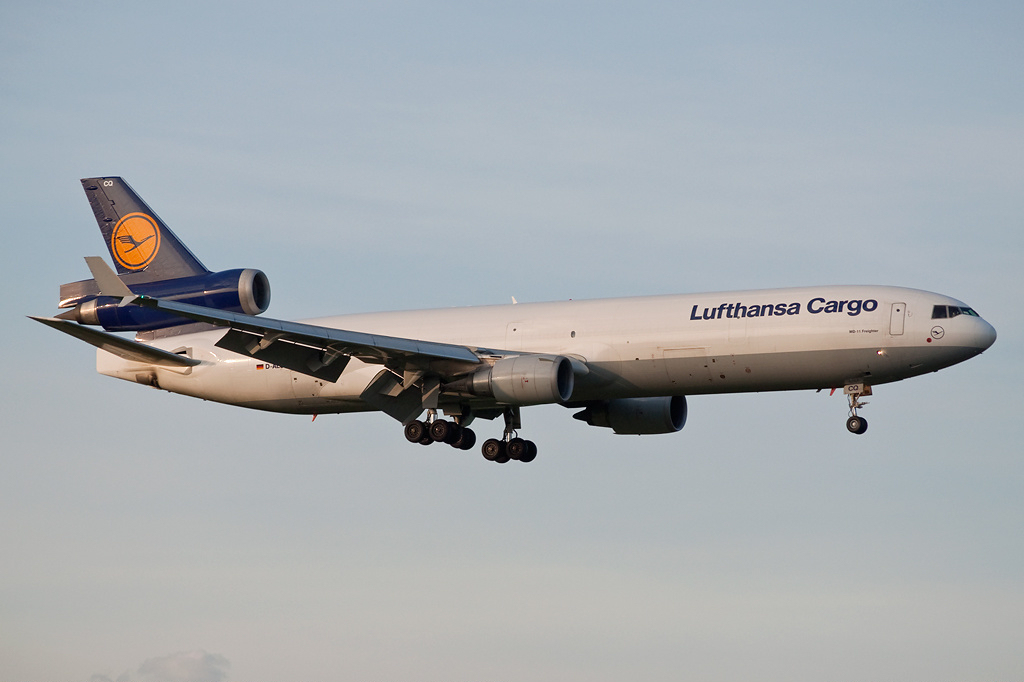
Die 2010 verunglückte MD-11F D-ALCQ

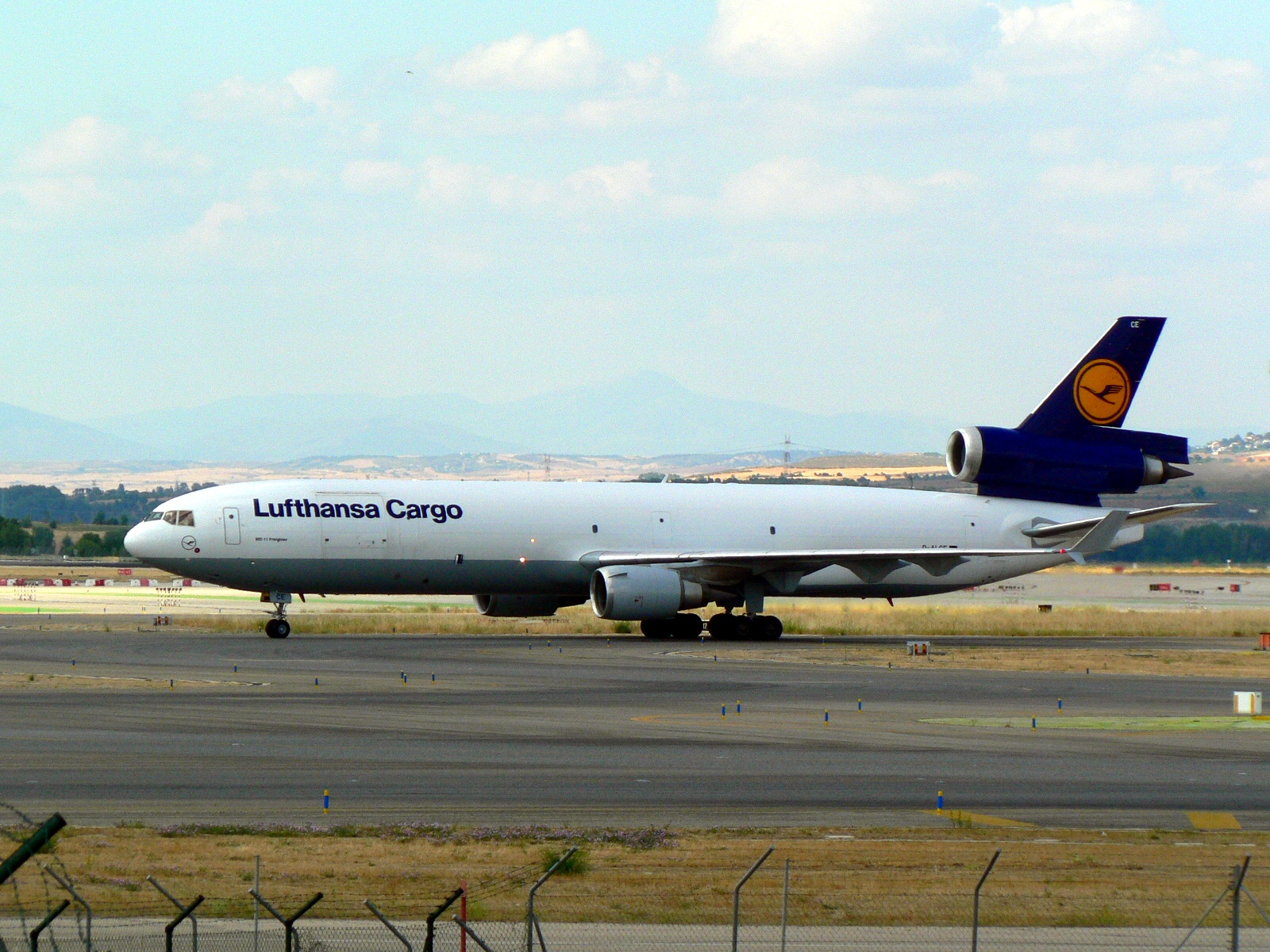
Die 2013 beschädigte MD-11F D-ALCE

Lufthansa Cargo verzeichnet in ihrer bisherigen Geschichte folgende Zwischenfälle, teilweise mit Flugzeugverlust:
- Am 7. Juli 1999 wurde eine Boeing 727-243(F) der Hinduja Cargo Services (Luftfahrzeugkennzeichen VT-LCI) im Namen der Lufthansa Cargo auf dem Lufthansa-Flug 8533 fünf Minuten nach dem Start vom Flughafen Kathmandu in eine Hügelkette etwa 15 Kilometer südlich des Startflughafens geflogen und vollständig zerstört. Die Maschine stieg nach dem Abheben in einer zu flach ausgeführten Kurve nur unzureichend und kollidierte in einer Höhe von 7.550 Fuß (2300 Meter) mit dem Gelände. Durch diesen Controlled flight into terrain (CFIT) wurden alle fünf Besatzungsmitglieder getötet. Hauptursachen waren die Nichteinhaltung des vorgeschriebenen Abflugverfahrens, das mangelhafte Briefing durch den Kapitän, ungenügende Koordination innerhalb der Cockpit-Crew und die viel zu langsame Reaktion auf die wiederholten Warnungen des Ground Proximity Warning Systems (Bodenannäherungs-Warnsystem) (siehe auch Lufthansa-Cargo-Flug 8533).[26][27]

- Am 27. Juli 2010 um 11:38 Uhr Ortszeit verunglückte eine McDonnell Douglas MD-11F (D-ALCQ) auf dem Flug von Frankfurt nach Hongkong bei einer Zwischenlandung auf dem King Khalid International Airport in Riad (Saudi-Arabien). Die Maschine setzte mit zu hoher Sinkrate auf, zerbrach in zwei Teile, kam von der Landebahn ab und brannte aus. Die beiden Piloten überlebten. Der Abschlussbericht der saudischen Luftfahrtbehörde nennt als eine der Hauptursachen, dass der Copilot, der die Maschine steuerte, mit einer zu hohen Sinkrate angeflogen sei und dieser Fehler nicht vom Kapitän korrigiert wurde. So hat die Sinkrate etwa 800 statt der üblichen 120 ft/min betragen, zudem hat die Besatzung nicht die für diesen Fall vorgesehene Prozedur befolgt, den Anstellwinkel zu halten und den Schub zu erhöhen; stattdessen hat der Kapitän die Steuersäule nach vorne gedrückt und damit die Sinkrate noch zusätzlich verstärkt. Nach dem zweiten Aufsetzen mit 4,4 g gab die Struktur nach und das Flugzeug kam im weiteren Verlauf der Landung nach links von der Bahn ab, wo das Flugzeug ausbrannte und abgeschrieben werden musste (siehe auch Lufthansa-Cargo-Flug 8460).[28]

- Am 24. November 2013 berührte die aus dem senegalesischen Dakar kommende MD-11F (Luftfahrzeugkennzeichen D-ALCE) bei der Landung auf dem Flughafen Viracopos bei São Paulo (Brasilien) mit dem Heck die Landebahn, woraufhin die Besatzung durchstartete und danach sicher auf dem Flughafen Viracopos landete. Der Zwischenfall wurde von der BFU untersucht. Bei dem Zwischenfall wurde das Flugzeug beschädigt, Verletzte gab es nicht.[29][30]

## Trivia
- Lufthansa Cargo besaß die letzte je gebaute McDonnell Douglas MD-11F mit dem Luftfahrzeugkennzeichen D-ALCN.[31] Sie wurde im November 2019 ausgeflottet.